# Up! (musikalbum)
Up! är ett musikalbum av Shania Twain, utgivet 2002. Albumet var Twains fjärde.

## Låtlista
1. "Up" (Lange/Twain)
2. "I'm Gonna Getcha Good!" (Lange/Twain)
3. "She's Not Just a Pretty Face" (Lange/Twain)
4. "Juanita" (Lange/Twain)
5. "Forever and for Always" (Lange/Twain)
6. "Ain't No Particular Way" (Lange/Twain)
7. "It Only Hurts When I'm Breathing" (Lange/Twain)
8. "Nah!" (Lange/Twain)
9. "(Wanna Get to Know You) That Good!" (Lange/Twain)
10. "C'est la Vie" (Lange/Twain)
11. "I'm Jealous" (Lange/Twain)
12. "Ka-Ching!" (Lange/Twain)
13. "Thank You Baby! (For Makin' Someday Come So Soon)" (Lange/Twain)
14. "Waiter! Bring Me Water!" (Lange/Twain)
15. "What a Way to Wanna Be!" (Lange/Twain)
16. "I Ain't Goin' Down" (Lange/Twain)
17. "I'm Not in the Mood (To Say No)!" (Lange/Twain)
18. "In My Car (I'll Be the Driver)" (Lange/Twain)
19. "When You Kiss Me" (Lange/Twain)